# Park und Garten des Château de la Motte

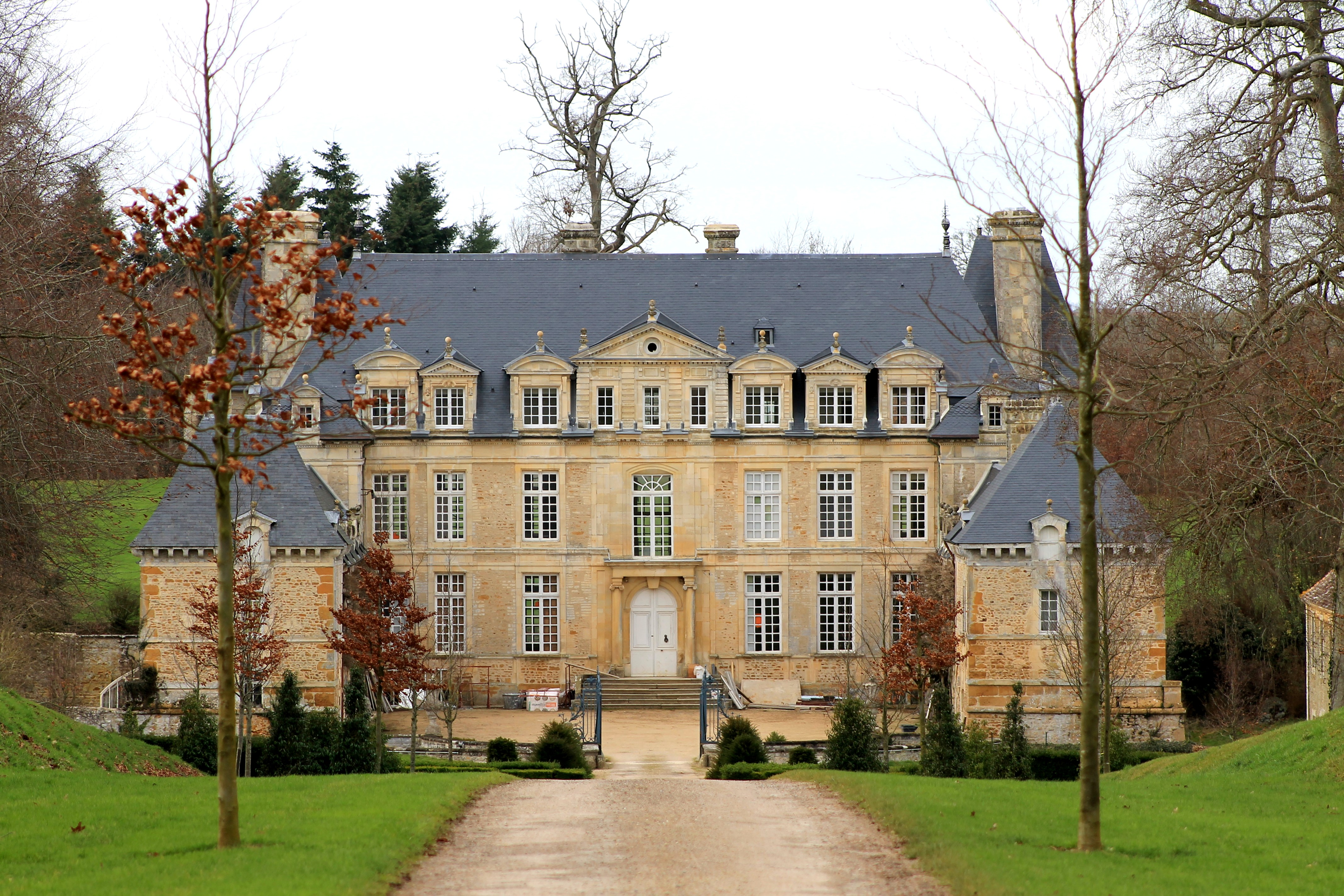
Château de la Motte

Der Park und Garten des Château de la Motte liegt bei Acqueville im Département Calvados in der Normandie in Frankreich.
Die Gesamtanlage steht teilweise unter Naturschutz und ist elf Hektar groß. Rund 4400 m² nimmt davon der vollständig von hohen Steinmauern umgebener Blumen- und Nutzgarten ein. Durch den Schutz der Mauern existieren ein hervorragendes Mikroklima und ein Gefühl von Wärme, Ruhe und Intimität. Eine Geländestufe (drei Steintreppen) durchbricht das flache Anwesen und ermöglicht die Übersicht über den Garten. Die Nähe des Schlosses mit seiner klassischen Architektur hat eine gewisse Strenge der Strukturen von Alleen und Buchsbaumhecken erzwungen. Ein Gewächshaus aus der Gründerzeit des Gartens wird immer noch verwendet.
Der Garten hatte ursprünglich, wie alle Schlossgärten dieser Zeit, den Zweck, Gemüse und Obst zu liefern. Einige Blumenbeete waren aber auch vorhanden. 1980 entschloss sich der Besitzer, dem Garten eine neue Ausrichtung zu geben. Die alten Gärten wurden zwischen 2001 und 2006 schrittweise umgestaltet. Die neue Struktur greift die Ästhetik und die Funktionalität des Spätmittelalters mit ihren geometrischen Plänen wieder auf. Nach dem Erstellen der Obstgärten und Beerensträucher, der Sitzplätze und kleinen Bauminseln sowie der verschiedenen Beete entstand ein „Hortus Conclusus“ oder ein Garten, der vorrangig mit Gräsern, Duft- und Gewürzpflanzen, Heilkräutern, Stauden, Küchenkräutern und heute vergessenen kleinen Früchten besetzt ist. Es gibt viele vergessene Gemüse, auch einige weniger bekannte exotische Arten.